# فولكر بونيت
فولكر بونيت (بالألمانية: Folker Bohnet)‏ (7 أغسطس 1937 في برلين - 6 أكتوبر 2020 في هامبورغ)، هو ممثل ومخرج وكاتب مسرحي ألماني. كان متزوج من الممثلة آن مونيكا بليتجن وأنجب منها الفيزيائي والكاتب إيليا بونيت.